# Східно-Сибірська область
Східно-Сибірська область — адміністративно-територіальна одиниця в РРФСР, що існувала з 5 грудня 1936 по 26 вересня 1937. Перетворена із Східно-Сибірського краю.
Адміністративний центр — Іркутськ.
26 вересня 1937 постановою ЦВК СРСР поділено на Іркутську та Читинську області. Цей поділ затверджений Верховною Радою СРСР 15 січня 1938 .